# Euryopis albomaculata
Espèce
Euryopis albomaculata est une espèce d'araignées aranéomorphes de la famille des Theridiidae.

## Distribution
Cette espèce est endémique d'Égypte.

## Publication originale
- Denis, 1951 : Quelques araignées de Basse-Égypte recueillies par M. B. Condé. Bulletin de la Société Zoologique de France, vol. 76, p. 313-315.